# Inveraray

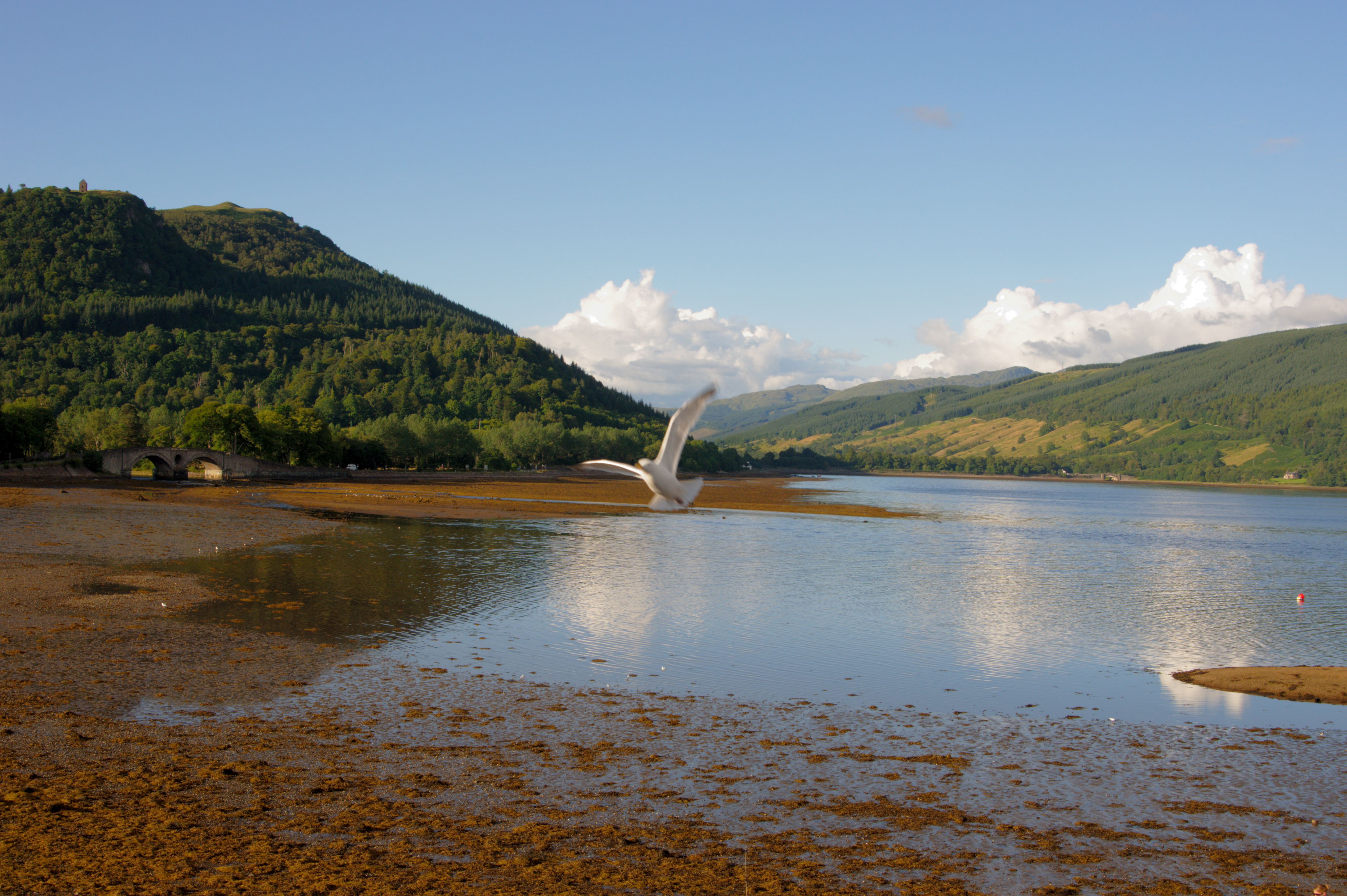
Blick vom Hafen auf Loch Fyne

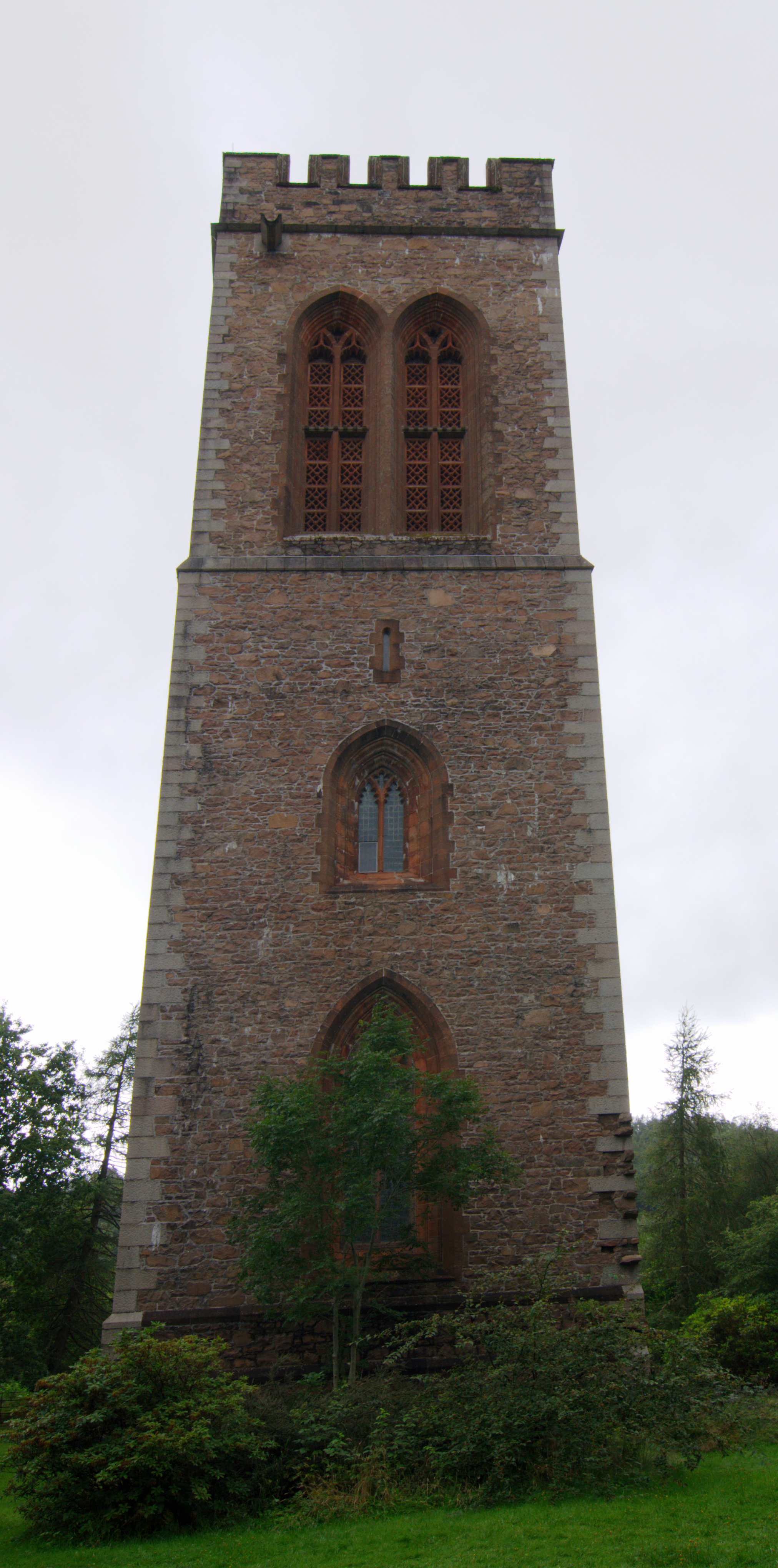
Duke’s Tower

Inveraray [ˌɪnvəˈrɛəri], [ˌɪnvəˈrɛərə] (gälisch: Inbhir Aora) ist eine Ortschaft in der schottischen Council Area Argyll and Bute. Sie liegt am Ufer des Meeresarmes Loch Fyne an der Einfahrt der Bucht Holy Loch je etwa 32 Kilometer nordwestlich von Helensburgh und südöstlich von Oban. Bei der Volkszählung 1991 wurden in Inveraray 512 Einwohner verzeichnet. Damit ist die Einwohnerzahl seit 1951 nahezu unverändert geblieben. Bis 2011 war die Einwohnerzahl auf 596 angestiegen.

## Geschichte
Das ursprüngliche Inveraray befand sich etwas nördlich der heutigen Ortschaft. Im Zuge des Baus von Inveraray Castle durch Archibald Campbell, den 3. Duke of Argyll in der zweiten Hälfte des 18. Jahrhunderts, wurde das heutige Inveraray als Planstadt ab 1743 errichtet. Die Gebäude der alten Siedlung nahe dem Schloss wurden zwischen 1758 und 1776 abgerissen. Als Architekten waren im Wesentlichen William Adam, John Adam und Robert Mylne für die Planung der neuen Gebäude verantwortlich. Während des 2. Weltkriegs bestand ein militärisches Trainingscamp in Inveraray.

## Verkehr
Inveraray ist direkt an der A83 gelegen, welche die Halbinsel Kintyre mit dem Central Belt verbindet. Nach Norden führt die A819, die an der A85 zwischen Oban und Crianlarich bei Dalmally endet. Ein Anschluss an das Eisenbahnnetz besteht nicht und war auch in der Vergangenheit nicht vorhanden. Bis ins 20. Jahrhundert bediente ein Fährschiff aus Glasgow den Schiffsanleger regelmäßig. Der Betrieb wurde dann jedoch eingestellt.

## Sehenswürdigkeiten
In der Region bildet Inveraray ein touristisches Zentrum. Der Großteil des inneren Bereiches von Inveraray ist denkmalgeschützt. So sind alleine 23 Bauwerke oder Gebäudeensemble in der höchsten schottischen Denkmalkategorie A gelistet. Hinzu kommen zehn weitere Kategorie-A-Bauwerke auf den Ländereien von Inveraray Castle außerhalb der Ortschaft. Die Gebäude im Ortskern sind im Georgianischen Stil gebaut und oftmals mit Harl verputzt und gekalkt. Wenige Kilometer südlich der Ortschaft ist das historische Museumsdorf Auchindrain gelegen, 15 Kilometer südwestlich kann man den 40 ha großen Landschaftsgarten Crarae Garden besuchen.

### Kategorie-A-Bauwerke innerhalb von Inveraray
- Altes Pfarrhaus von Inveraray
- Arkland
- Black’s Land
- Chamberlain’s House
- Duke’s Tower
- Factory Land
- Fern Point
- Ferry Land
- Gefängnismauer von Inveraray
- George Hotel
- Gerichtsgebäude von Inveraray
- Gillies’ House
- Inveraray Parish Church
- Ivy House
- Mackenzie’s Land
- Marktkreuz von Inveraray
- Morrison’s Land
- Relief Land
- Temperance Hotel
- The Great Inn
- Torbogen von Inveraray
- Town House
- Ziermauer von Inveraray

### Kategorie-A-Gebäude auf den Ländereien von Inveraray Castle
- Aray Bridge
- Carloonan Doocot
- Dubh Loch Bridge
- Garden Bridge
- Garron Bridge
- Garron Lodge
- Inveraray Castle
- Maam Steading
- Wachturm von Inveraray Castle
- Ziermauer der Garron Lodge

## Inveraray in der Literatur
John Dickson Carr hat seinen Kriminalroman Die schottische Selbstmord-Serie (1941) im Inveraray des Kriegsjahres 1940 angesiedelt.